# قنبلة نووية للأعماق

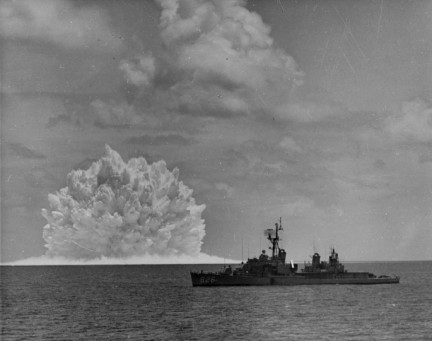
الولايات المتحدة تجري عملية دومينيك

القنبلة النووية الأعماقية، هي النسخة النووية من القنبلة العمقية التقليدية، وتستخدم في الحروب المضادة للغواصات لمهاجمة الأهداف المغمورة. امتلكت كل من البحرية الملكية البريطانية، والبحرية السوفيتية، والبحرية الأمريكية هذا النوع من الأسلحة في ترساناتها في فترات مختلفة.
نظرًا لاعتمادها على رأس حربي نووي يفوق القنابل العمقية التقليدية في القوة التفجيرية، فإن القنبلة النووية الأعماقية ترفع احتمالية تدمير الغواصة المستهدفة إلى درجة شبه مؤكدة.
تم تخصيص بعض الطائرات لحمل هذه القنابل، مثل لوكهيد بيه-2 نبتون، إلا أنه لم يتم استخدامها فعليًا ضد أي غواصات.
بسبب قوتها الهائلة، صُممت بعض القنابل النووية الأعماقية بقدرة تفجيرية متغيرة، تتيح ضبط شدة الانفجار بين إعداد منخفض للاستخدام في المياه الساحلية الضحلة، وإعداد مرتفع للمياه العميقة والمفتوحة. يهدف هذا التصميم إلى تقليل الأضرار الجانبية وحماية الملاحة التجارية.
خلال حرب الفوكلاند، حملت البحرية البريطانية 31 قنبلة نووية أعماقية بحلول منتصف مايو 1982، حيث كان على متن السفينة إتش إم إس هيرميس (آر 12) [الإنجليزية] 18 قنبلة، وعلى متن إتش إم إس إنفينسيبل (آر 05) [الإنجليزية] 12 قنبلة، وحملت السفينة آر إف إيه ريجنت قنبلة واحدة، وكانت جميعها داخل "منطقة الاستبعاد الكلي" التي فرضتها بريطانيا حول جزر الفوكلاند.
بحلول عام 1990، سحبت كل من الصين وفرنسا وروسيا والمملكة المتحدة والولايات المتحدة جميع الأسلحة النووية المضادة للغواصات من الخدمة، واستُبدلت بأسلحة تقليدية أكثر دقة وفعالية، مثل طوربيد مارك 54، الذي يوفر مدى أكبر ودقة محسنة بفضل تطور تقنيات الحرب المضادة للغواصات.

## قائمة القنابل النووية العميقة
- آر بي كيه-6 فودوباد/آر بي كيه-7 فيتر (1981-حتى الآن)
- إيكارا
- دبليو إي.177 (1966-1998)
- قنبلة مارك 90 النووية (1952-1960)
- دبليو34 لـ مارك 101 لولو (1958-1971)
- دبليو34 لـ مارك 105 هوتبوينت (1958-1965)
- قنبلة بي57 النووية (1963-1993)
- قنبلة بي90 النووية (ألغيت)
- دبليو44 لـ آر يو آر-5 أسروك (1961-1989)
- دبليو55 لـ يو يو إم-44 سوبروك (1964-1989)
- دبليو89 لـ يو يو إم-125 سي لانس (ألغيت)